# Det nationale råd for folkesundhed
Det nationale råd for folkesundhed er et uafhængigt dansk, sagkyndigt råd, der skal medvirke til at styrke indsatsen for at forbedre danskernes sundhed.
Rådets formål er at skabe debat samt at rådgive indenrigs- og sundhedsministeren om folkesundhedsområdet. 
Rådet er nedsat af sundhedsministeren i henhold til § 23a i lov om sundhedsvæsenets centralstyrelse mv. som ændret ved lov nr. 141 af 5. marts 2001.

## Medlemmer af rådet, anno 2007
Formand:
- Professor, dr. med. Bente Klarlund Pedersen, Rigshospitalet

Øvrige medlemmer:
- Sundhedsdirektør Jesper Fisker, Københavns Kommune
- Idrætspolitisk sekretær Steen Tinning, DGI
- Vicedirektør Henrik Kjær Hansen, Gigtforeningen
- Afdelingschef Peter Simonsen, Fyns Amt
- Folkeskolelærer og fagkonsulent Nina E. Nielsen
- Praktiserende læge Karin Pryds
- Generalsekretær Jens Erik Rasmussen, Blå Kors
- Direktør Ulla Adolf, WorkLife Partners
- Professor, overlæge dr. med. Allan Flyvbjerg, Århus Universitetshospital, Formand for Diabetesforeningen
- Læge og journalist Peter Qvortrup Geisling

## Ekstern henvisning
- Det nationale råd for folkesundhed Arkiveret 29. oktober 2007 hos  Wayback Machine – Officiel website